# Jean-Baptiste Besard

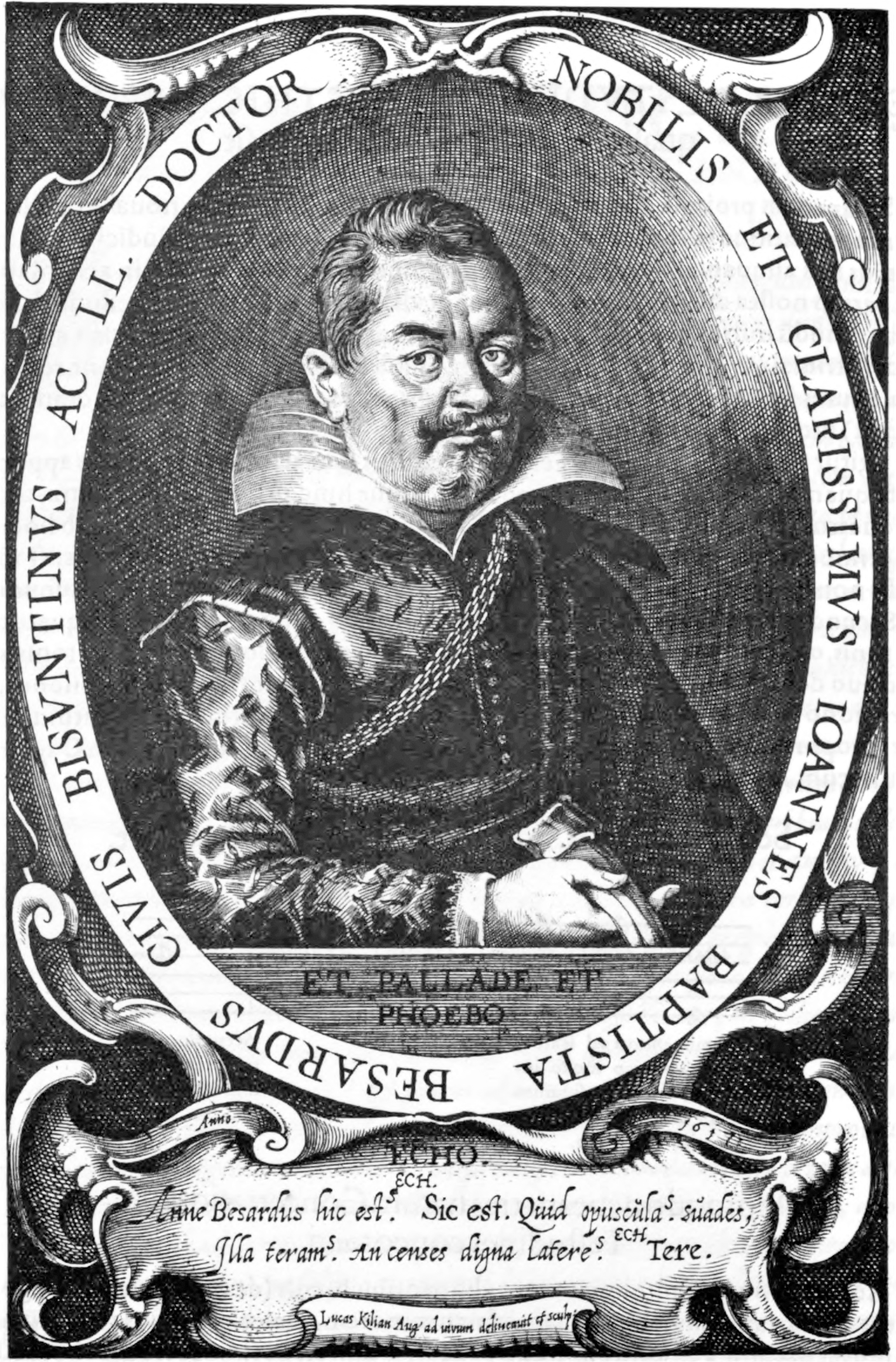
Jean-Baptiste Besard.

Jean-Baptiste Besard, seltener Jean Baptiste Besarde, latinisiert Ioannes Baptista Besardus (* um 1567 in Besançon oder Jussey; † um 1625 in Süddeutschland, möglicherweise in Augsburg), war ein französischer Jurist, Lautenist und bedeutender Komponist seiner Zeit.

## Leben
Jean-Baptiste Besard war der Sohn eines Kaufmanns aus Besançon. Er erhielt seine Erziehung an der Universität von Dole, wo er Jura und Theologie studierte. 1587 promovierte er in Zivil- und Kirchenrecht und erlangte das Lizentiat und den akademischen Grad eines Dr. jur. Daneben war er aber auch an Musik, Physik, Medizin und Alchimie interessiert.
Darauf hielt er sich vermutlich einige Zeit in Rom auf, wo er möglicherweise Medizin studierte und das Lautenspiel erlernte. Sein Lautenlehrer soll Lorenzo Tracetti, alias Lorenzino, suonatore di liuto gewesen sein. Am 13. Mai 1592 immatrikulierte sich Besard an der Universität Heidelberg. Spätestens ab März 1597 wirkte Besard in Köln.  Zu dieser Zeit soll er hier mehr als 20 Lautenschüler gehabt haben. Zu diesen Schülern zählte Philipp Hainhofer, der knapp zwei Monate Unterricht bei ihm hatte. Wegen des Ausbruchs der Pest in Köln verließ Hainhofer Köln und ging in die Niederlande. Besard scheint zu dieser Zeit auch Köln verlassen zu haben und wandte sich an den landgräflichen Hof nach Kassel. Hier bot er sich wohl in der zweiten Jahreshälfte als Lautenlehrer an. Er erhielt vom Hof ein für umherziehende, Stellung suchende Musiker übliches Gnadengeld. Die Stellung erhielt er aber nicht, vermutlich weil sich Landgraf Moritz um eine Anstellung John Dowlands bemühte, der 1594 in Kassel gewesen war.
Neben vielen anderen Studien beschäftigte er sich mit der Sammlung und Komposition von Werken für die Laute. Da er ab 1600 nahezu ständig auf Reisen war, vorwiegend in Italien und Deutschland, zeigen seine Sammlungen ein sehr weit gefächertes Bild der Lautenmusik dieser Zeit.
So enthält seine im Jahr 1603 in Köln veröffentlichte Sammlung Thesaurus harmonicus  403 Lautenstücke in französischer Tabulatur, einige mit Gesang; 21 Komponisten sind vertreten, darunter John Dowland, Elias Mertel und Besard selber, und fast alle musikalischen Formen der Zeit kommen vor. Viele Stücke wurden in spätere Sammlungen übernommen. 1617 erschien die etwas kleinere Sammlung Novus Partus (61 Stücke, darunter Ensemblestücke mit Tiorbino). Beide Sammlungen sind hinsichtlich ihres Umfanges, der Universalität des Kunstgeschmacks, ihres Einflusses und ihres geschichtlichen Zusammenhanges bedeutend.
Besards ausführliche Anweisung zum Lautenspiel im Thesaurus (überarbeitet auch im Novus Partus) befasst sich besonders mit Fingersätzen und wurde später ins Englische übersetzt (Robert Dowland, Varietie of Lute-lessons, London 1610: »Wherento is annexed certaine observations belonging to Lute- playing by Jon Baptiste Besardus of Visconti«).

## Werke
- Thesaurus harmonicus divini Laurencini Romani ... additus est operis extremitati de modo in testudine studendi libellus, gedruckt bei Gerardus Greuenbruch in Köln 1603. OCLC 844043487
  - daraus Adalbert Quadt: Lautenmusik aus der Renaissance, nach Tabulaturen hrsg. von Adalbert Quadt. Band 1 ff. Deutscher Verlag für Musik, Leipzig 1967 ff.; 4. Auflage ebenda 1968, Band 2, S. 14 (Allemande), 26 (Gagliarde), 32 (Gagliarde), 39 (Courante), 43 (2 Volten) und 46–48 (Volta, 4 Branles de village).
- Isagoge in artem testudinariam. Das ist: Gründtlicher Underricht uber das künstliche Saitenspil der Lauten. Durch Ioh. Bapt. Besardum von Bisantz auß Burgund, Steffan Michelspacher (Druck: David Francken), Augsburg 1617.
  - Abdruck in: Gitarre & Laute, Band 3, 1981, Heft 4, Heft 5, Heft 6, S. 45–48, und Band 4, 1982, Heft 1, S. 43–49.
- Novus Partus sive Concertationes Musicae. Venedig und Augsburg 1617.
- Antrum philosophicum. Köln (Gerardus Greuenbruch) 1617.